# 志村倫生
志村 倫生（しむら みちお、1984年〈昭和59年〉8月21日 - ）は、日本の俳優。
大阪府出身、プロダクション・エース所属。

## 人物
宝塚造形芸術大学の映像造形学科舞台芸術コースに入学。そこで役者工場「伝染柱」という劇団に所属し芝居を始める。3年間団長である工場長を務める。その後、上京し、舞台、映像と幅広く活動。
現在はゲキバカの他に声優事務所プロダクションエースに所属し、声の活動に力を入れている。特技は殺陣、日本舞踊、ギター、バスケットボール。趣味は映画、舞台、音楽鑑賞、喫茶店巡り。

## 出演

### 舞台
- 「ゲキバカ」舞台公演
- 多次元プロジェクト“The Fool”「ノブナガ・ザ・フール」三部作(Live Act.アケチミツヒデ)
- 銭形平次
- 夫婦囃子
- ふるアメリカに袖は濡らさじ
- リア王、「リア王2017」、「リア王2018」(エドマンド)
- 「名探偵ポアロ」(グレアム)
- 「滝の白糸」(太吉)
- 松井誠特別公演2018「子別れ傘 -おやどりこどり-」(清吉)
- 「俺は君のためにこそ死にに行く」(宇井)
- 「とびだせ新選組」(斎藤一)

ほか

### 映画
- チーム・バチスタFINAL ケルベロスの肖像
- 64-ロクヨン-
- とびだせ新選組！

### テレビドラマ
- 水戸黄門スペシャル
- 横山秀夫サスペンス「陰の季節」
- 三匹のおっさん〜正義の味方、見参!!〜

### オーディオブック
- 諦めの価値
- 汝、星のごとく
- 16歳からのはじめてのゲーム理論 “世の中の意思決定”を解き明かす6.5個の物語
- 楽しく読むだけでアタマがキレッキレになる 奇跡の経済教室【大論争編】
- 全国民が読んだら歴史が変わる奇跡の経済教室【戦略編】
- 目からウロコが落ちる 奇跡の経済教室【基礎知識編】
- 死神の初恋 犠牲の花嫁は愛を招く

### CM
- TVアニメ「しかのこのこのここしたんたん」WEB広告

### ナレーション
- 「GMOクリック証券」ラジオCM